# Pakdasht
Pakdasht (persiska پاكدشت) är en stad i provinsen Teheran i norra Iran. Den ligger sydost om huvudstaden Teheran och har cirka 240 000 invånare.